# Sabatierite
La sabatierite è un minerale.